# Achomawi
Los achomawi fueron unos nativos americanos que vivieron en la parte norte del actual estado de California. Tuvieron su asentamiento en la cuenta del río Pit cerca del arroyo Montgomery en el condado de Shasta hasta el lago Goose en la frontera con el estado de Oregón. Estaban estrechamente relacionados con los atsugewi.
Las achomawi hablaban una lengua del grupo de lenguas palaihnihan.
Como otros pueblos californianos norteños, los achomawi vivían de la caza y recolección, en pequeños grupos con ninguna autoridad política centralizada.
Se estima que había unos 3000 achomawi en 1770. En 1910 eran 985. Según el censo de 1930, el grupo entero de los shasta contaba con 844 miembros, y en 1937 los indios del río Pit llegaban a unos 418.
La Creación
Los mitos de los Achomawi o Achumawi se centran en los seres ancestrales de la época de la creación en vez de en los seres humanos. Estos seres son medio humanos y medio animales y dieron forma al mundo y establecieron sus leyes. La historia del universo de los Achumawi de California,  recopilado por Istet Woiche , ocupa 160 páginas,  y los seres humanos no aparecen hasta la 159. La mayor parte del libro trata sobre una raza llamada el Primer Pueblo. Tras una inundación catastrófica, casi todos sus miembros se convierten en animales, y es entonces cuando aparece la raza humana. 